# Hannêche
Hannêche (en wallon Anesse) est une section de la commune belge de Burdinne située en Région wallonne dans la province de Liège. C'était une commune à part entière avant la fusion des communes de 1977.
Commune du département de l'Ourthe sous le régime français.

## Démographie
- Sources:INS, Rem:1831 jusqu'en 1970=recensements, 1976= nombre d'habitants au 31 décembre

## Patrimoine et culture

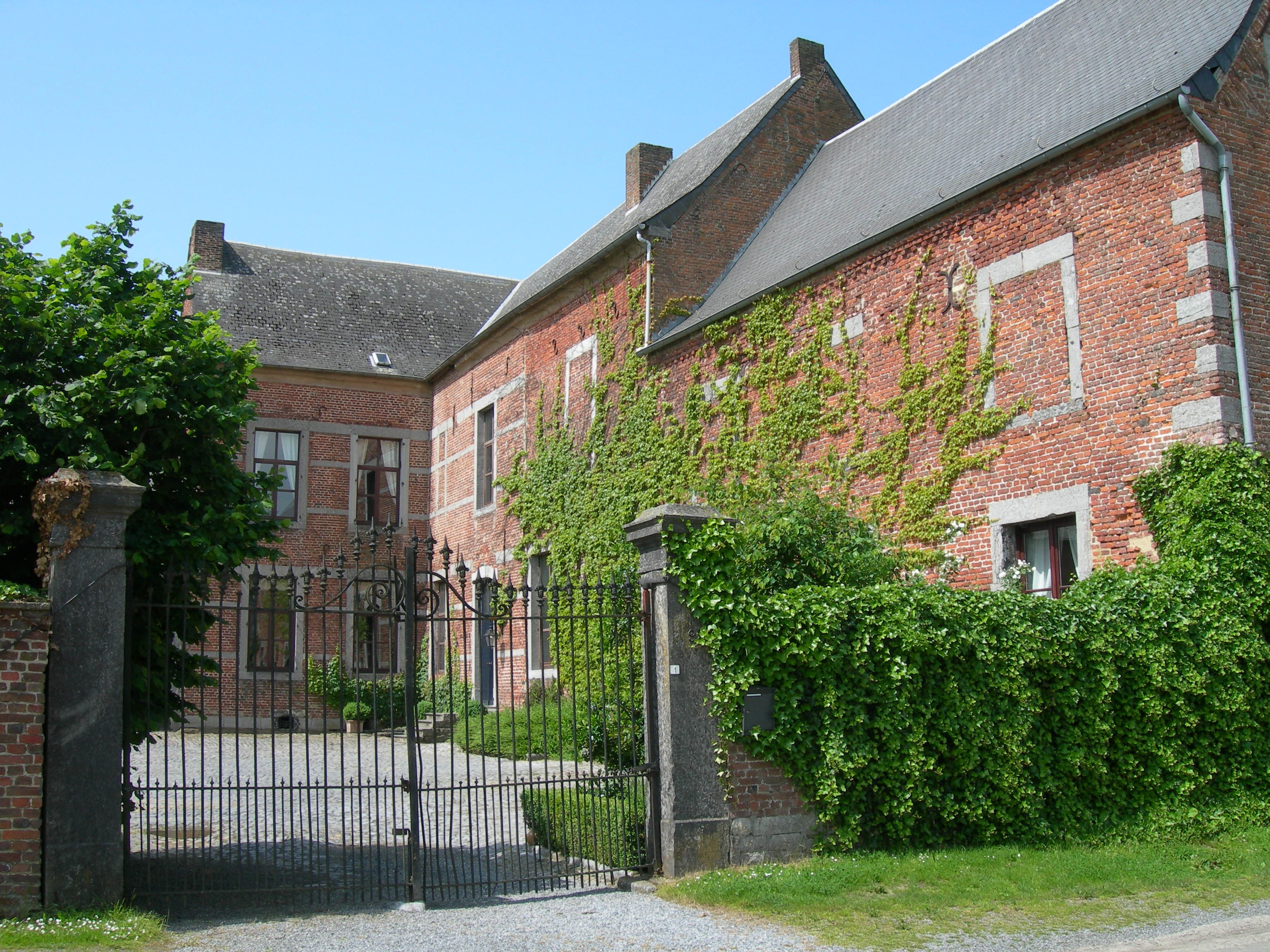
Château de Hannêche.
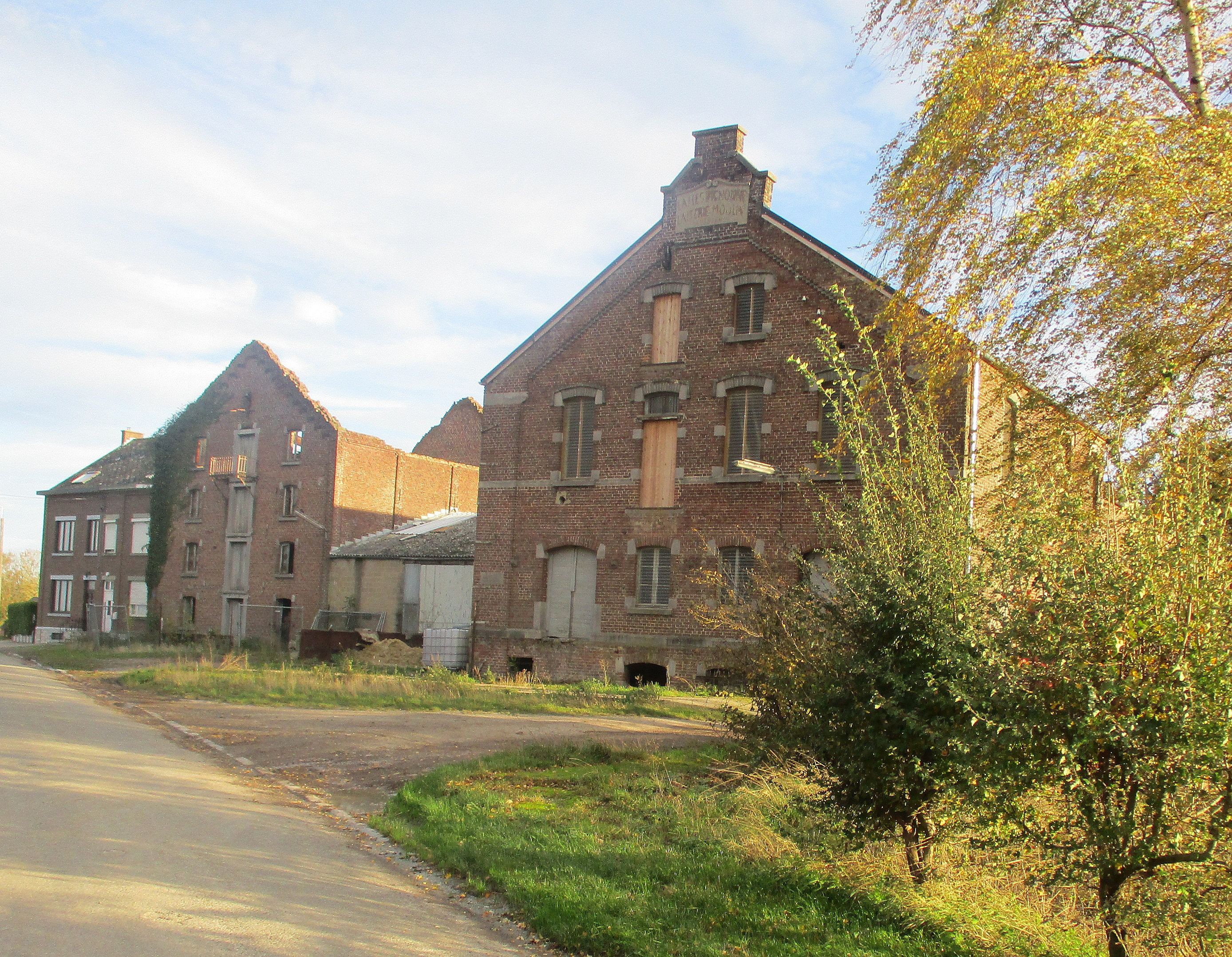
Ancienne laitière de Hannêche.